# Maison noble des Rues-Neuves
 (novembre 2022).
Si vous disposez d'ouvrages ou d'articles de référence ou si vous connaissez des sites web de qualité traitant du thème abordé ici, merci de compléter l'article en donnant les références utiles à sa vérifiabilité et en les liant à la section « Notes et références ».
La maison noble des Rues-Neuves (ou manoir des Rues-Neuves, manoir de Rue-Neuve, château de Gurwan) est un manoir de Tréhorenteuc, dans le Morbihan, en France.

## Localisation
Le manoir marque l'entrée du bourg de Tréhorenteuc par la rue Neuve.

## Historique
Le bâtiment est construit au XVIe siècle et remploie des éléments du siècle précédent. Cette maison constitue le pavillon d'entrée d'une demeure plus vaste. Le manoir est assiégé par la Ligue catholique en 1592[réf. souhaitée] et est reconstruit en 1605 par un membre de la famille Coligny[réf. souhaitée]. Il a fait l'objet d'une restauration à la fin du XXe siècle par Jacques Ealet.[réf. souhaitée]
Le manoir appartient successivement aux familles Gaël, Montfort, Laval, Coligny, l'Aage (au XVIIe siècle), Saint-Gilles (au XVIIIe siècle), Tembé, Busnel du Bouëxic, Taya[réf. souhaitée]. Il est actuellement propriété de la famille Ealet.[réf. souhaitée]
La maison noble des Rues-Neuves fait l'objet d'une inscription au titre des monuments historiques par arrêté du 16 février 1929.

## Description
Le logis-porte est construit sur trois niveaux, le dernier étant occupé par les combles. La tourelle circulaire renfermant l'escalier qui donne accès à l'étage, est à chaque niveau flanquée de latrines.
L'édifice est bâti en moellons, sauf le premier étage, qui abrite une pièce d'habitation au dessus du passage, dont la façade sur cour est construit en pan de bois. Le décor est constitué d'arcs en granite et, quoique maintenant disparue, de la représentation des armoiries des propriétaires au-dessus de la porte.
L'intérieur est en mauvais état : seules quelques cheminées subsistent au premier étage, les parquets en planches chevillées et la menuiserie sont dégradés.